# Nuri Aslan

Nuri Aslan (2025)

Nuri Aslan (* 1969 in Sivas) ist ein türkischer Politiker (CHP), der seit der vorläufigen Absetzung des bisherigen Amtsinhabers Ekrem İmamoğlu im März 2025 als Oberbürgermeister der Großstadtkommune Istanbul amtiert.

## Leben
Aslan wurde 1969 in Sivas in Anatolien geboren und studierte an der Technischen Universität Yıldız in Istanbul, wo er 1990 einen Abschluss als Schiffsingenieur machte. Er arbeitete später als Manager in privaten Firmen und begann 1999 seine politische Karriere in der sozialdemokratisch-kemalistischen Partei CHP, zunächst als Mitglied des Rates der Gemeinde Küçükçekmece in Istanbul. Ab 2011 war er Abgeordneter im Rat der Gemeinde Beylikdüzü in derselben Stadt.  Nach dem Wahlsieg der CHP im März 2019, der İmamoğlu ins Amt des Oberbürgermeisters brachte, wurde er auch Mitglied des Rats der Großstadtkommune.
Nach dem erneuten Wahlsieg İmamoğlus im März 2024 wurde Aslan zum ersten Vizebürgermeister der Stadt ernannt. In dieser Eigenschaft übernahm er zunächst die Geschäfte als İmamoğlu am 19. März 2025 unter Korruptionsvorwürfen verhaftet und vorläufig seines Amtes enthoben wurde. Am 26. März trat der Stadtrat zusammen um einen neuen Interim-Oberbürgermeister zu wählen. Die CHP, die eine bequeme Mehrheit von 185 der 314 Sitze des Rates hält, stellte Aslan als Kandidaten auf, und dieser gewann im dritten Wahlgang, in dem eine einfache Mehrheit genügt, mit 177 Stimmen gegen den Kandidaten der Regierungspartei AKP, der 125 Stimmen erhielt. Nach seiner Wahl erklärte Aslan, er betrachte sich nur als vorläufigen Amtsinhaber und wolle das Werk İmamoğlus weiterführen.